# Dan van der Vat
Daniel Francis Jeroen van der Vat (Alkmaar, 28 de outubro de 1939 - 9 de maio de 2019) foi  um jornalista e historiador. Van der Vat viveu o período nazista durante a Segunda Guerra Mundial nos Países Baixos. Daniel trabalhou para o The Times e o The Guardian, como correspondente e analista político.

## Livros publicados (seleção)
- Van der Vat, Dan (1992). The Pacific Campaign: The U.S.-Japanese naval war 1941-1945. Birlinn Ltd. ISBN 1-84158-123-2.
- Van der Vat, Dan (1995). Stealth at Sea: The History of the Submarine. ISBN 0-297-81351-X.
- Van der Vat, Dan (1997). The Good Nazi: The Life and Lies of Albert Speer. George Weidenfeld & Nicolson. ISBN 0-297-81721-3.
- Van der Vat, Dan (1998). Atlantic Campaign: World War II's Great Struggle at Sea (U.S. Edition). Harper & Row, Publishers, Inc.. ISBN 0-06-015967-7.
- Van der Vat, Dan (2001). Pearl Harbor: The day of infamy—An Illustrated History. Orion Publishing Co. ISBN 0-465-08983-6.
- Van der Vat, Dan (2001). Atlantic Campaign: The Great Struggle at Sea 1939-1945. Birlinn Ltd. ISBN 1-84158-124-0.
- Van der Vat, Dan (2003). D-Day: The greatest invasion—A people's history. ISBN 1-58234-314-4.